# Noorpur Thal
Noorpur ou Noorpur Thal (en ourdou : نُورپُورتهل) est une ville pakistanaise située dans le district de Khushab, dans le nord de la province du Pendjab. C'est la sixième plus grande ville du district. Elle est située à près de cent kilomètres à l'ouest de Sargodha.
La population de la ville a été multipliée par plus de deux entre 1972 et 2017 selon les recensements officiels, passant de 9 985 habitants à 19 843. Entre 1998 et 2017, la croissance annuelle moyenne s'affiche à 1,5 %, inférieure à la moyenne nationale de 2,4 %.
|            | 1972 (rec.) | 1981 (rec.) | 1998 (rec.) | 2017 (rec.) |
| ---------- | ----------- | ----------- | ----------- | ----------- |
| Population | 9 985       | 12 911      | 15 091      | 19 843      |